# Sonnenuntergang

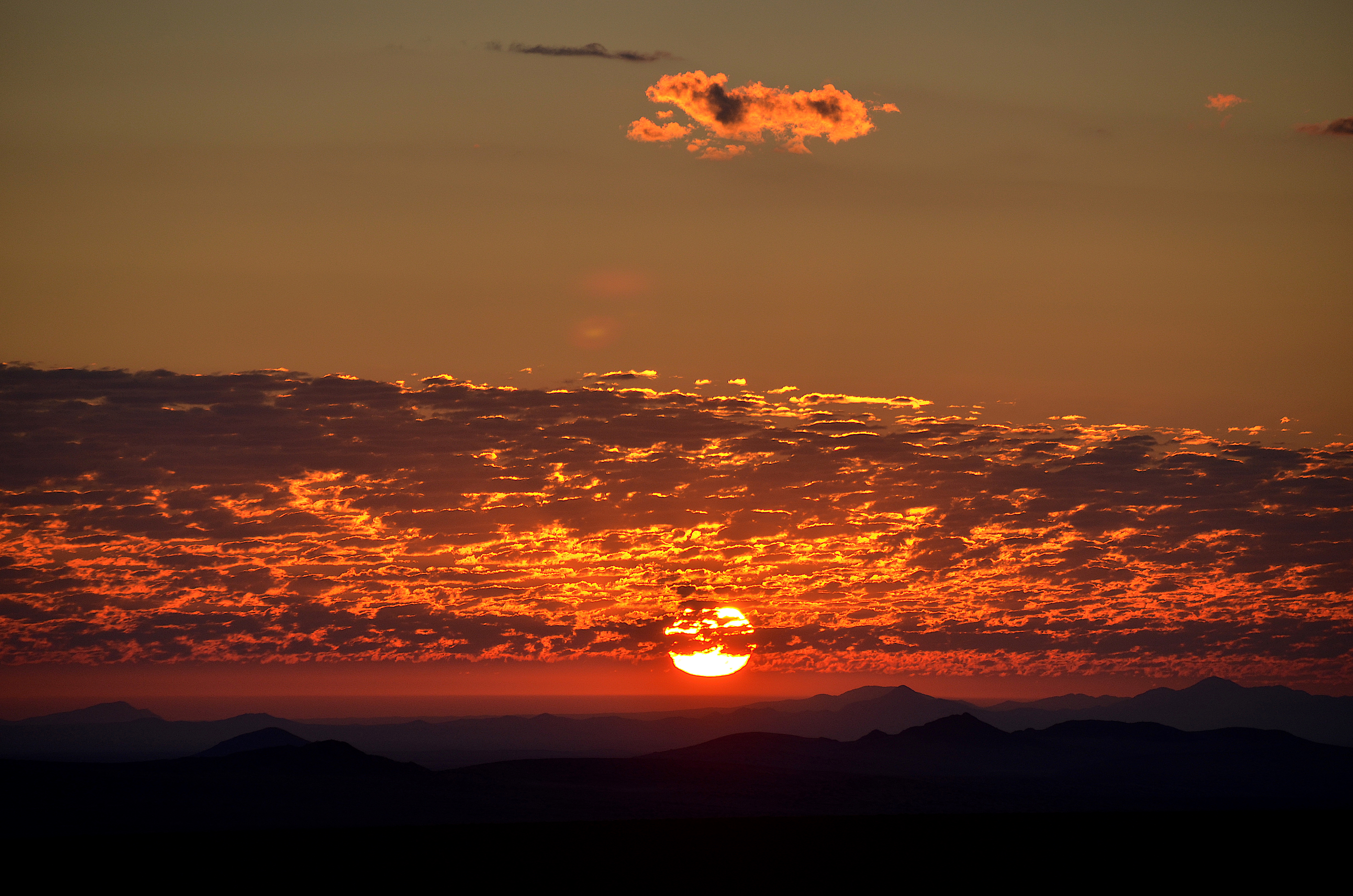
Sonnenuntergang in der Namib

Als Sonnenuntergang wird das Verschwinden der Sonne unter dem Horizont bezeichnet wie auch der Zeitpunkt ihres Untergangs im täglichen Sonnenlauf sowie die Himmelserscheinung als solche mit all ihren Phänomenen. Auf den Sonnenuntergang folgen die je nach geographischer Breite unterschiedlich langen Phasen der Abenddämmerung. Mit dem Sonnenuntergang endet der lichte Tag. In einigen Kulturen – beispielsweise bei den alten Germanen, im Judentum, Islam und Bahaitum – ist damit das Tagesende markiert, wonach der folgende Tag beginnt. In der heute international üblichen Kalenderregelung dagegen fällt der Beginn eines bürgerlichen Tages auf Mitternacht (00:00 Uhr).

## Astronomische Phänomenologie
Die Bezeichnung Sonnenuntergang ist ein überkommener Ausdruck, der auf ein geozentrisches Weltbild rückverweist: Denn nicht die Sonne bewegt sich, sondern der Betrachter wird aufgrund der natürlichen Erdrotation über die Tag-Nacht-Grenze auf der Erde bewegt; die gegenteilige Erscheinung ist der Sonnenaufgang.
Der Untergang gehört mit Sonnenaufgang, Meridiandurchgang und Kulmination zu den wichtigsten Aspekten der astronomischen Phänomenologie, weshalb alle astronomischen Jahrbücher oder Kalender entsprechende Daten für Sonne und Mond enthalten. Bezogen auf den Mittag als 12:00 Uhr WOZ (wahre Ortszeit) findet der späteste Sonnenuntergang zur Sommersonnenwende, der früheste zur Wintersonnenwende statt. Bei den üblichen Angaben in MEZ bzw. MESZ muss für die auf mittlerer Ortszeit basierenden Zeitangaben die Zeitgleichung berücksichtigt werden.
Die scheinbare Sonnengröße variiert zwischen 31′28″ (Winkelminuten, Winkelsekunden) zu Anfang Juli und 32′32″ zu Anfang Januar, damit ergibt sich eine Varianz von ungefähr ± 1,7 % im Jahresverlauf. Der mittlere scheinbare Durchmesser der Sonne beträgt 31′59,3″ oder etwa 0,53°.
Aufgrund der Krümmung der Lichtstrahlen (Strahlenbrechung und Astronomische Refraktion) in der Erdatmosphäre erscheint die Sonnenscheibe bei Sonnenauf- und untergang um etwa 0,6° höher und leicht abgeflacht. Nah am Horizont wirkt sie durch eine optische Täuschung größer als im Zenit.

### Wahrer und scheinbarer Sonnenuntergang
Der wahre Sonnenuntergang ist der Moment, an dem der obere Rand der Sonnenscheibe den wahren Horizont unterschreitet. Der wahre Horizont, auch als geozentrische Horizontalebene bekannt, ist die senkrecht zum Lot des Beobachters stehende, durch den Erdmittelpunkt verlaufende Ebene.
Der scheinbare oder sichtbare Sonnenuntergang tritt ein, wenn die Sonne bereits tiefer unter der geozentrischen Horizontebene ist – es ist der Moment, an dem der beobachtete obere Sonnenrand den scheinbaren Horizont unterschreitet. Der scheinbare Horizont ist die waagerechte Ebene auf der Erdoberfläche am Beobachtungsort. Da auch die Augenhöhe des Beobachters über der Erdoberfläche eine Rolle spielt, wird der scheinbare Sonnenuntergang oft für eine geometrische Horizonthöhe von −0,833° berechnet.
Allgemeine Vorausberechnungen können keine realen Horizontverläufe bestimmter Standorte berücksichtigen und rechnen für einen idealen mathematischen Horizont, der sich überall auf der Höhe 0° befindet. Zur Berechnung solcher Zeitpunkte siehe Aufgang (Astronomie) oder Sichtbarkeit (Astronomie).
Wo der Untergangspunkt am Horizont liegt, hängt von der Jahreszeit sowie der geografischen Breite ab. Zur Tagundnachtgleiche ist er  auf allen Breiten fast genau im Westen, Im Dezember/Januar hingegen für Mitteleuropa etwa im Südwesten, und im Juni/Juli im Nordwesten. Die mögliche Richtung variiert hier also um fast 90 Grad, bis zu den Polarkreisen hin wächst der Winkel schließlich bis auf 180° an:
Formeln für die Berechnung der Positionen des Sonnenuntergangs finden sich im Schwesterartikel Sonnenaufgang; den Untergangspunkt erhält man, indem das Resultat für den Aufgang an der Himmelsrichtung Süd gespiegelt wird.

Astronomische Ansichten von Sonnenuntergängen
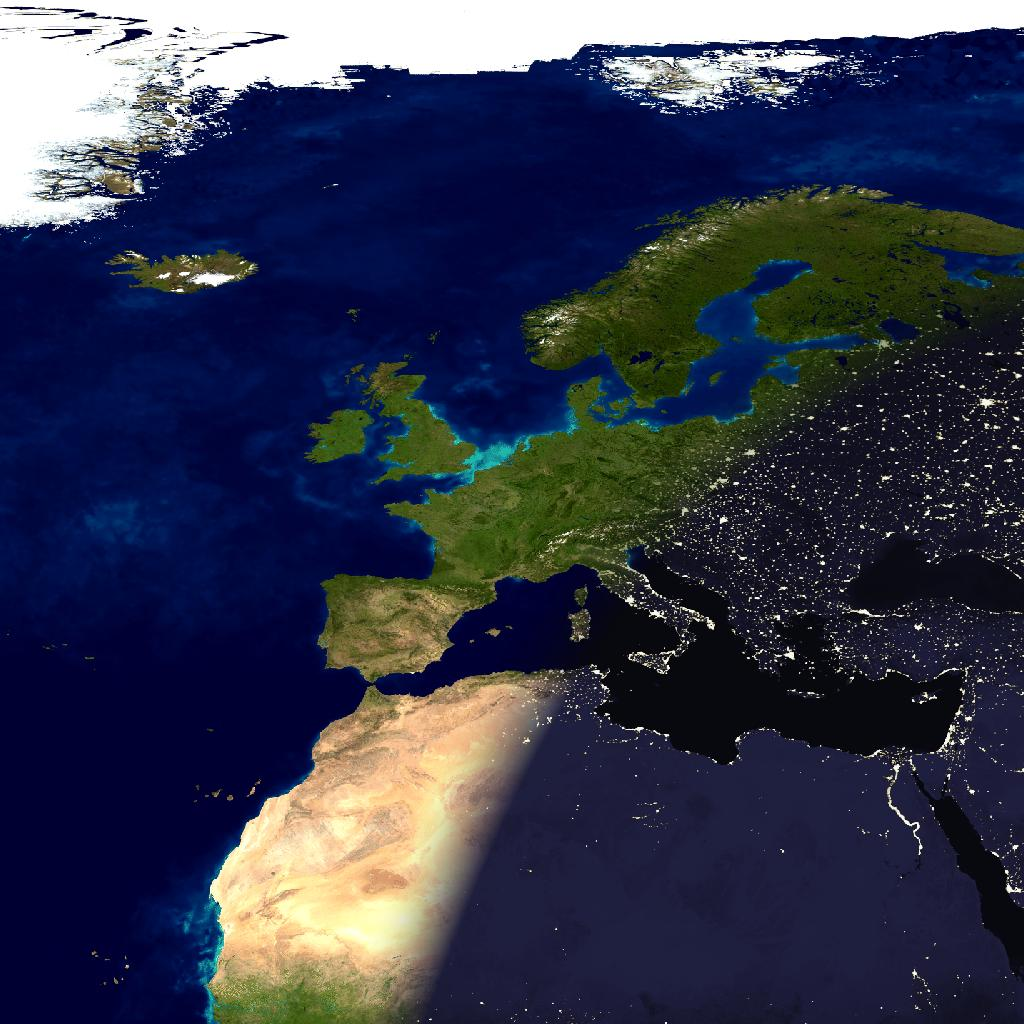
Sonnenuntergang in Europa und Afrika (Fotomontage)
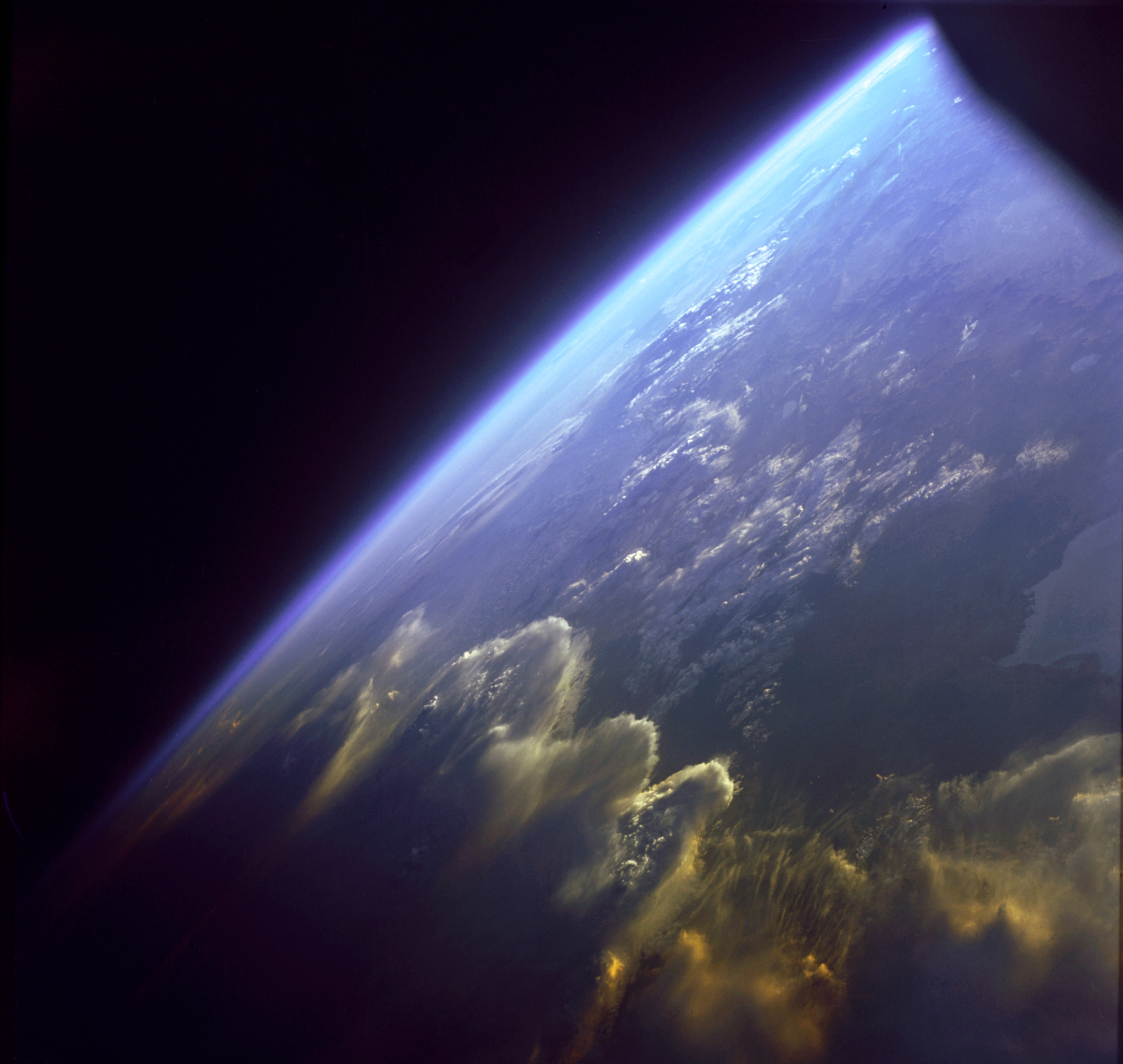
Sonnenuntergang auf der Erde aus dem Weltraum aufgenommen (untere linke Bildecke)
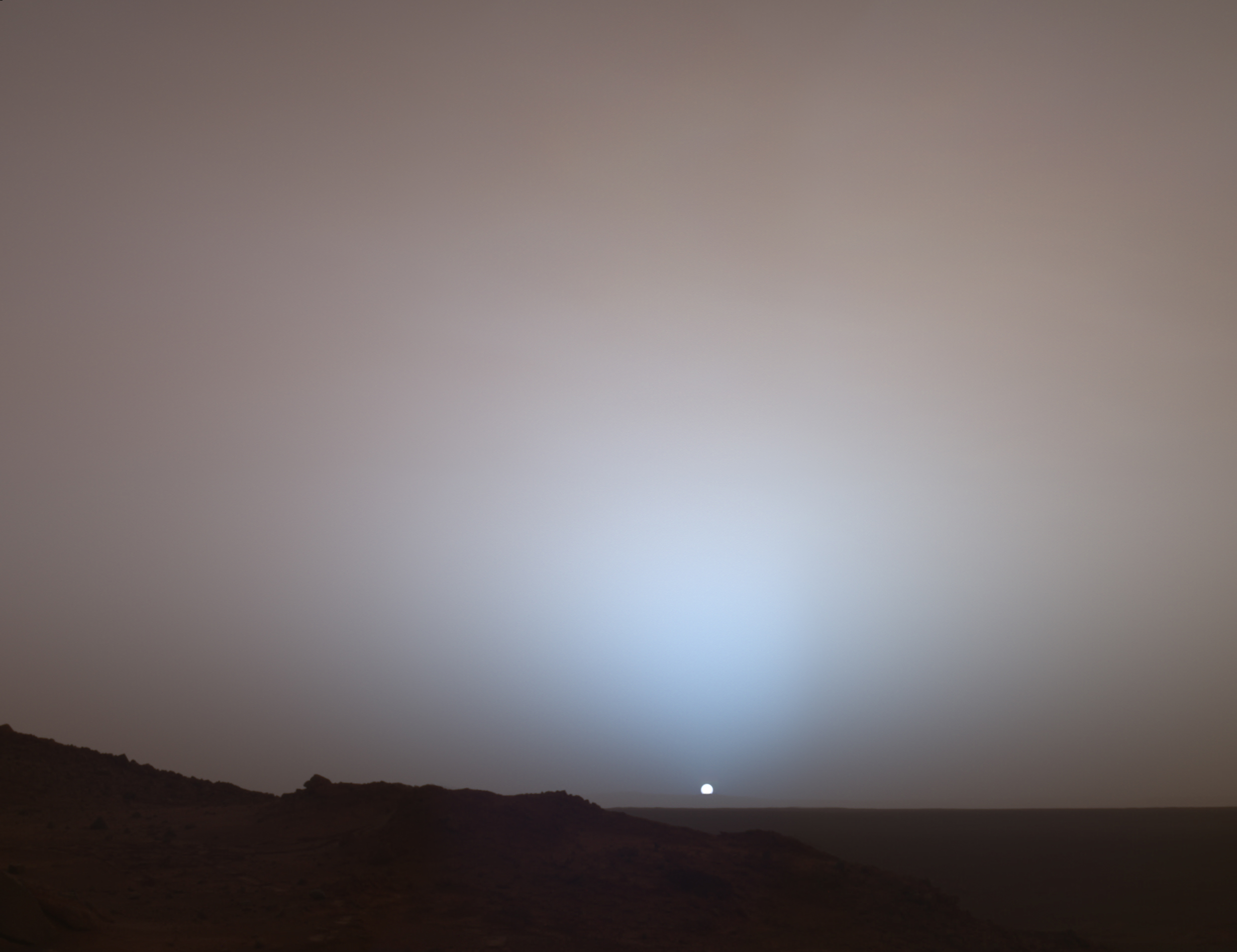
Sonnenuntergang auf dem Mars, aufgenommen von der Raumsonde Spirit

## Himmelsfärbung
Je nach Wetterlage kann das Sinken der Sonne mit einem beeindruckenden Farbenspiel verbunden sein, das manchmal nicht nur im Abendrot erstrahlt, sondern auch gelbe, violette oder gar grüne Farbtöne aufweist. Die Farbveränderung wird durch die Rayleigh-Streuung verursacht. Die Erdatmosphäre wirkt hierbei mit schwebenden Partikeln, den Aerosolen in der Peplosphäre als diffus streuendes Medium. Der blaue Lichtanteil der sinkenden Sonnenscheibe wird stärker gestreut, so dass in Relation ein höherer Anteil roten Lichtes den Beobachter erreicht.
Bei äußerst klaren Sichtbedingungen kann ein grüner Schein oder sogar ein Grüner Blitz zu beobachten sein, der bei bestimmten Temperaturschichtungen durch einen sehr geringfügigen Prismeneffekt der Atmosphäre verursacht wird: Die gelbrote Sonnenscheibe verschwindet unter den Horizont, wodurch am oberen Rand der (fast) verschwundenen Sonne kurz ein grün(blau)er Saum aufzublitzen scheint.

## Rezeption in der Kunst
Der Sonnenuntergang zählt zu den meist verwendeten naturrealistischen wie auch symbolisch eingesetzten künstlerischen Sujets überhaupt. 

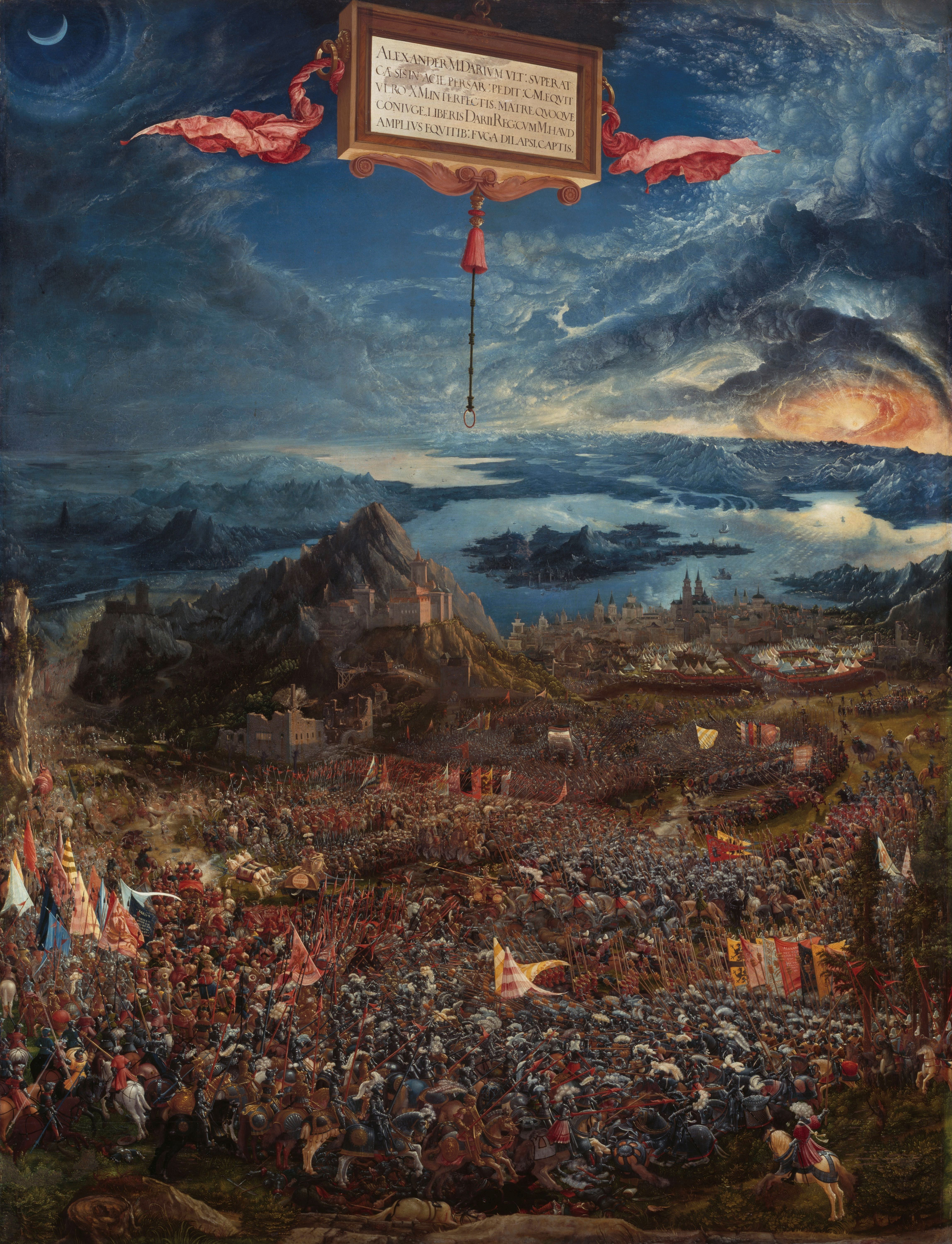
Albrecht Altdorfer: Die Alexanderschlacht (1529). Friedrich Schlegel erblickt eine „kosmische Vision von urweltlicher Großartigkeit“.
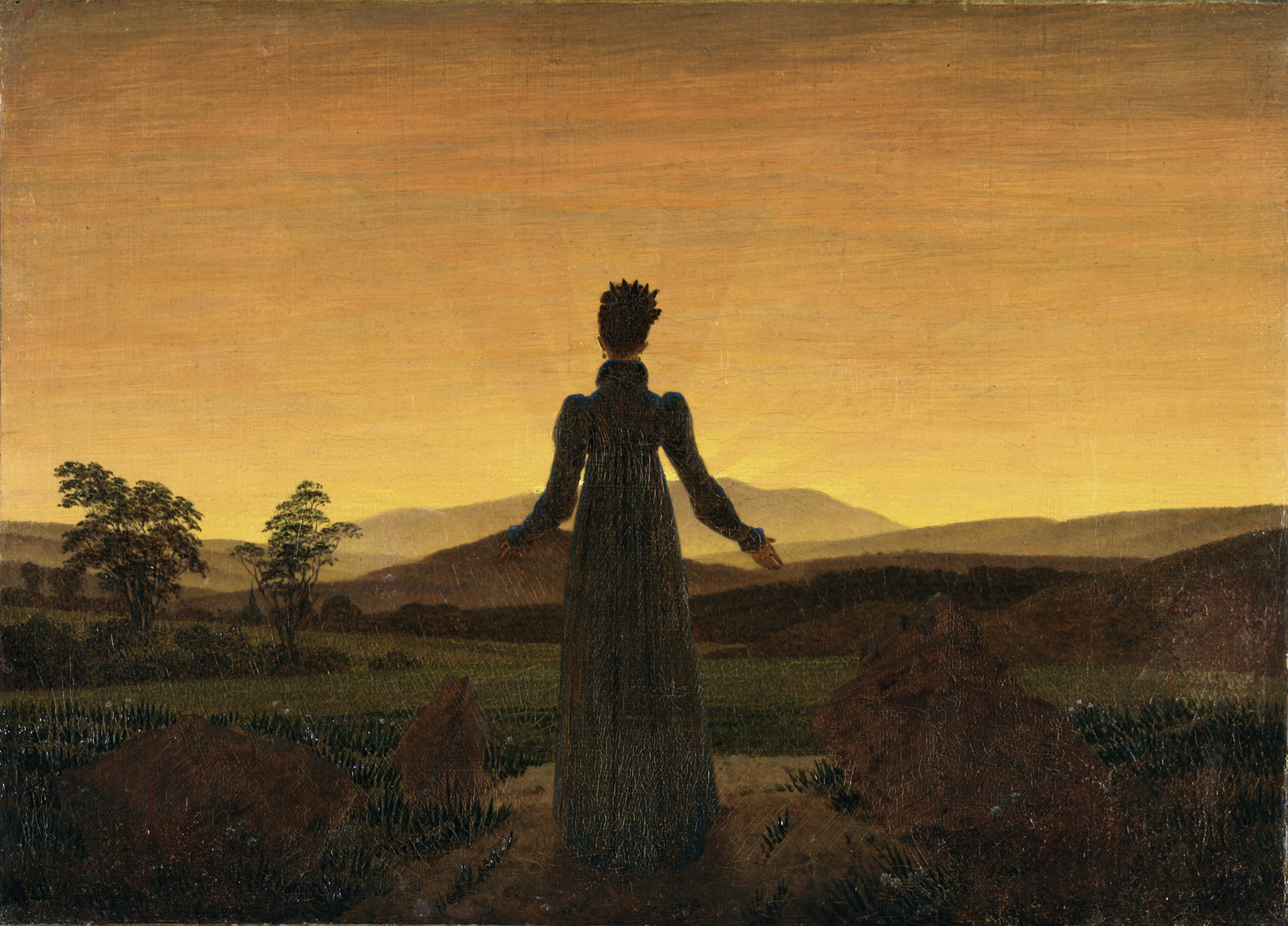
Caspar David Friedrich: Frau vor der untergehenden Sonne (1818). Das Rückenbild könnte auch einen Sonnenaufgang abbilden.
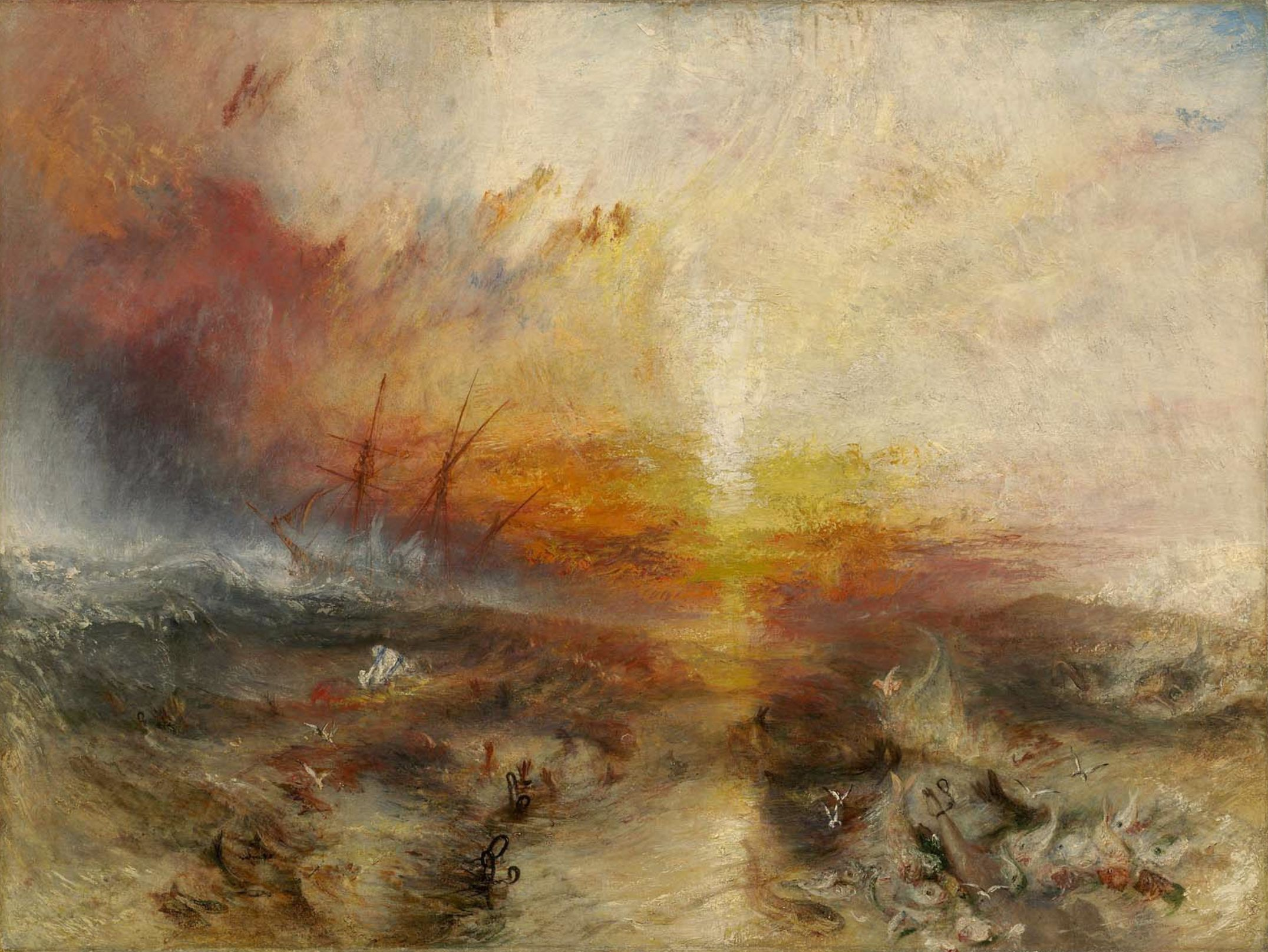
William Turners sozialdramatisches Sklavenschiff (1840) nimmt symbolisch Bezug auf die „wütend-versinkende Sonne“.